# Luilu (territoire)
 (août 2015).
Si vous disposez d'ouvrages ou d'articles de référence ou si vous connaissez des sites web de qualité traitant du thème abordé ici, merci de compléter l'article en donnant les références utiles à sa vérifiabilité et en les liant à la section « Notes et références ».
Pour les articles homonymes, voir Lwilu (homonymie) et Mwene-Ditu (homonymie).
Le territoire de Luilu (aussi écrit Lwilu) est une entité déconcentrée de la province de Lomami en république démocratique du Congo. Il a pour chef-lieu Luputa.

## Géographie
Luilu est traversé par des rivières, dont les deux principales sont Luilu et Yabuy (wiyaw).

## Histoire
Le territoire, appelé autrefois Mwene-Ditu, a changé de nom lorsque son chef-lieu Mwene-Ditu a acquis le statut de ville.

## Administration
Il compte administrativement une commune rurale, 3 chefferies, 1 secteur, 31 groupements, 560 villages et 25 quartiers.

## Commune
Le territoire compte une commune rurale de moins de 80 000 électeurs.
- Luputa, (7 conseillers municipaux)

## Chefferies et secteur
Le territoire comprend trois chefferies (Mulund, Katshisung (kanyok) et Kanintshin (lunda) et un secteur (Kanda Kanda (Kanyok)).
- Chefferie In-Kanintshin
- Chefferie Kanyoka de Mulundu
- Chefferie Katshisungu

```
 Groupements:
     *Hamba
     *Intondo Droite
     *Kalamb
     *Katshisungu
     *Lusuku
     *Musenga Droite 
     *Tshilonda
     *Tshiobobo
```

- Secteur Kanda-Kanda

```
 Groupements: 
     *Bakwa-Tshinene
     *Bena-Kanyiki Kapangu
     *Bena-Kanyiki Mutembwa
     *Bena-Mbala
     *Bena-Luaba
     *Bena-Lulamba
     *Bena-Mukola Kabongo
     *Bena-Tshilaba
     *Bena-Tshitola
     *Bena-Matamba
     *Kayembe-Ngombe
     *Mulaja-Kanumbi
```

## Population et langues
Trois langues sont parlées : le kanyok dans les chefferies de Katshisungu, Chefferie de Mulundu et dans quelques groupements du secteur de Kanda-Kanda à savoir Bakwa-Tshinene, Bena-Luaba, Bena-Mukola Kabongo, Bena-Tshitola, Bena-Tshilaba, et Mulaja Katumbi; le lunda dans la CHEFFERIE IN-KANINTSHIN; et le tshiluba dans les groupements de Bena-Kanyiki Kapangu, Bena-Kanyiki-Mutembwa, Bena-Lulamba, et Bena-Mbala, mais aussi à travers  le territoire comme langue nationale. Le Tshiluba parlé dans les groupements de Bena-Matamba et Kayembe-Ngombe est un dialect transitoire avec le Kiluba.
La population est constituée de plus de 60 % de jeunes. Le taux de scolarisation y est élevé. Les plus grandes écoles sont le collège Tielen (Thielen) saint Jacques, le lycée Tshanga de Tshilomba (construits à l'époque coloniale), le petit séminaire de Kalenda Musasa et l'Institut Mukanz Ka mudap Kum de Tubeya, qui ont permis aux jeunes d'obtenir le niveau secondaire, en plus des nouvelles écoles publiques, catholiques et privées récentes. Le territoire de Luilu compte le centre hospitalier de Kalenda Bayway (ancienne FOMULAC : fondation médicale de l'Université de Louvain au Congo) une des plus grandes formations médicales du pays en terme d'infrastructures, avec une école des infirmiers et un institut supérieur de techniques médicales.

## Politique
Sur le plan politique, Luilu semble être un bastion de contestation. Privé de toute intervention publique, le territoire se développe sans ressources financières de l'État. Ce fait explique, entre autres, la cause de désintérêt manifesté à l'égard du régime en place.

## Économie
Riche en ressources agricoles, le territoire de Luilu manque de routes. Les pistes agricoles sont impraticables. Le transport des marchandises vers le Katanga et Mbujimayi est entaché par la détérioration des anciennes routes, non entretenues. On évoque l'existence d'or et de coltan dans le sous-sol. Le centre de Wikong est le plus important du territoire. Il est le carrefour des voies qui conduisent vers Lwiza, Kapanga, Kolwezi, Sandowa et Dilola.